# Tour Angellara
La tour Angellara est une tour de guet et de défense construite au XVIe siècle contre les invasions ottomanes pour défendre la côte de Salerne, province de Salerne en Campanie,. 
Elle a servi jusqu'au XVIIIe siècle avec le fort La Carnale et la tour Crestarella de Vietri sul Mare. Elle est la plus impressionnante des ouvrages de défense sur ce littoral.

## Historique
La tour a un plan carré avec cinq mâchicoulis de chaque côté et, contrairement au fort Le Carnale, elle est encore isolée. Elle est située à l'Est de Salerne, en dehors du centre-ville.
La tour, après avoir été utilisée pendant de nombreuses années comme logement pour certains soldats, est actuellement abandonnée et a appartenu à la Marine de Naples jusqu'en 2014, date à laquelle, grâce aux nouvelles règles concernant le fédéralisme de l'État, elle a été acquise gratuitement par la municipalité de Salerne. 